# Гаглоева, Зинаида Александровна
Зинаида Александровна Гаглоева (15 мая 1915—1987) — осетинская советская актриса
, заслуженная артистка Грузинской ССР (1954), народная артистка Грузинской ССР (1957).

## Биография
Родилась в с. Кусджита Российская империя (ныне Дзауский район, Республики Южная Осетия).
Окончила Сталинирский педагогический техникум, затем в 1941 году — Ленинградский театральный институт имени А. Н. Островского. После окончания института, с 1941 года долгие годы работала на сцене Юго-Осетинского драматического театра им. Коста Хетагурова. Творчеству З. Гаглоевой была присуща героико-романтическая направленность.
Член КПСС с 1944 года.

## Избранные театральные роли
- Дездемона («Отелло» Шекспира),
- Беатриче («Слуга двух господ» К. Гольдони),
- Майя («Майя из Цхнети» В. Канделаки),
- Катерина («Гроза» А. Островского),
- Фатима («Фатима» Д. Туаева),
- Косер («Залина» В. Гаглоева).
- Ныфс («Амран»)
- Азау («Чермен»)
- Асиат («Две сестры»)

Участница декады осетинской литературы и искусства в Грузинской ССР.